# Oberamt Baiersdorf
Das Oberamt Baiersdorf war eines von den 13 Verwaltungsgebieten des Fürstentums Bayreuth. 1698 wurde es gebildet.
Zu dem Fraischbezirk gehörten folgende Orte:
Adelsdorf, Adlitz, Almoshof, Altendorf, Alterlangen, Atzelsberg, Baiersdorf, Baiersdorfermühle, Brand, Bretzengarten, Bruck, Bubenreuth, Dettelsberg, Dormitz, Ebersbach, Effeltrich, Eltersdorf, Ermreus, Frohnhof, Gabermühle, Großgründlach, Großreuth hinter der Veste, Habernhofermühle, Herpeltshofen, Hüttendorf, Kalchreuth, Kaußen, Kleingründlach, Kleinreuth hinter der Veste, Kleinseebach, Kotzenaurach, Kronach, Langenbruckermühle, Marloffstein, Minderleinsmühle, Mögeldorf, Muschelberg, Neumühle, Neuses, Obern-Mühl, Oberndorf, Oberschöllenbach, Reihendorf, Röckenhof, Rückersdorf, Sack, Sandbühl, Schafhof, Schnepfenreuth, Schoppershof, Schübelsberg, Seußling, Sieglitzhof, Simmelberg, Spardorf, Stettenberg, Strengenberg, Tauchersreuth, Tennenlohe, Thon, Trummenberg, Unterrosenbach, Unterschöllenbach, Uttenreuth, Uttstadt, Vach, Veilhof, Weigelshof, Weiher, Weißenberg, Wellerstadt, Weppersdorf, Wetzendorf, Wiesendorf, Winzelbürg und Wolfsfelden.
Bei einer ganzen Zahl von Orten war die Fraisch zwischen der Reichsstadt Nürnberg und dem Oberamt Baiersdorf umstritten.
Ab 1791/92 wurde das Fürstentum Bayreuth von dem preußischen Staat als Ansbach-Bayreuth verwaltet. Damit ging das Oberamt Baiersdorf in dem Erlanger Kreis auf.